# 월봉서원
월봉서원은 조선시대 문신이자 성리학자인 고봉 기대승의 학덕을 기리기 위해 1578년(선조 11) 광주광역시 광산구 광산동에 세운 서원이다.

## 개요
월봉서원은 고봉 기대승의 장남 함재 기효증(奇孝曾)이 선친의 위업을 기리기 위해 1578년(선조 11) 고마봉(叩馬峯) 아래 낙암(樂菴 현 광산구 신룡동)에 망천사(望川祠)를 창건하여 제향하면서 부터 비롯되었다. 임진왜란 때 피해를 입었다.
1646년(인조 24) 사우 망천사를 망월봉(望月奉) 아래 동천(현 광산구 산월동)으로 이건(移建)하였다.
1654년(효종 5) 8월 유림들의 소청(疏請)으로 월봉(月峯)이라 사액이 내려졌다. 1655년(효종 6) 4월 예조 낭관 원격(元格)이 제문을 받들고 와서 치제하였다.
1669년(현종 10) 서원을 중창하였다. 사우(祠宇)·동재(明誠齋)·서재(存省齋)·강당(忠儒堂)을 건립하여 사액 서원으로서의 규모를 갖추었다.
1671년(현종 12) 우암 송시열 등의 건의로 인근 덕산사(德山祠)에 모셔져 있던 눌제 박상(朴祥)과 사암 박순(朴淳)을 이향(移享)하였다.
1683년(숙종 9)에 김장생(金長生)을 추가 배향하고, 1769년(영조 45) 김집(金集)을 추가 배향함으로써 당색이 분명한 서원이 되었다.
1788년(정조 12) 4월 예조좌랑 박흥복(朴興福)이 명을 받들어 치제하였다.

### 훼철 및 복원
1868년(고종 5) 흥선대원군의 서원 철폐령 때 훼철 되었다.
1938년 문중 논의를 거쳐 서원 복원을 결의하여, 1941년 현 위치인 백우산 기슭 광곡(너브실) 마을 종가터에 빙월당(氷月堂)을 신축하여 강당으로 하였다.
1972년 4칸의 고직사(庫直舍)를 건립하였다. 1978년 외삼문(外三門)과 3칸의 장판각(藏板閣)을 건립하였다. 1979년 8월 빙월당(氷月堂)이 광주광역시 기념물 제9호 등록되었다.
1982년에 사당(祠堂) 숭덕사(崇德祠)와 내삼문(內三門)을 건립하고, 1983년 장판각(藏板閣)을 건립하였다. 1990년 명성재(明誠齋) 4칸과 존성재(存省齋) 4칸 및 외삼문(外三門) 건립하여 지금의 모습을 갖추었다.
1991년 서원 복원을 완료하고, 위패를 봉안하여 의전(儀典)을 순성(順成)하였다. 1998년 묘정비를 건립하였다.
춘·추향제 매년 음력 3월과 9월 상정일(上丁日)에 봉행되고 있다. 기타 기대승의 학덕을 기리며 추모하는 행사로 시민과 청소년을 위한 교육문화프로그램이 운영되고 있다

## 주요 시설

### 망천문
서원의 입구 정문이다.

### 동재·서재
서원의 기숙사로 동재를 '명성재'라 하여 '배움에 있어서 밝은 덕을 밝히는데 성의를 다하'라는 의미이다. 서재는 '존성재'라고 하였는데, '자기를 성찰한다'는 의미를 가지고 있다.

### 빙월당
서원의 강당이다. 당호 빙월(氷月)은 정조가 하사했다고 전해지는 <빙심설월>(氷心雪月)에서 차용(借用)하였다. 광주광역시의 기념물 제 9호로 지정되었다.

### 묘정비
서원의 내력을 기록하여 세운 비이다. 비명은 1998년 성균관장 경주인 최근덕(崔根德)이 지었다.

### 숭덕사
위패를 모신 사당이다. 매년 음력 3월과 9월 상정일(上丁日)에 춘 · 추향제를 지내고 있다.

### 장판각
책을 만드는 목판을 보관해둔 곳으로 오늘날의 출판소와 문서고라 할 수 있다. 장판각에는 『고봉집(高峯集)』 목판 474판과 <<논사록>> 등이 보관되어 있다.

## 같이 보기
- 기대승
- 박상
- 박순
- 김계휘
- 정철
- 김장생
- 김집
- 서원
- 대한민국의 서원 목록
- 향교